# Wesley Van Beck
Wesley Van Beck (Houston, Texas, 20 de enero de 1996) es un jugador de baloncesto profesional estadounidense que mide 1,92 metros y actualmente juega de ala-pívot en el La Laguna Tenerife de la Liga Endesa.

## Trayectoria

### Universidad
El jugador nacido en Houston, Texas, es un alero formado en la Liga Universitaria (NCAA) en la que militó en las filas de los Houston Cougars de la Universidad de Houston, en la que jugó desde la temporada 2014-15 hasta la 2017-18. En su primera temporada, Wesley jugó un total de 17 partidos con 8,4 minutos de media por partido promediando  2,8 puntos, 1,2 rebotes y 0,5 asistencias. En la temporada 2015-16, jugó 19 partidos promediando de nuevo 8,3 minutos de media por partido con 1,2 rebotes, 0-5 asistencias y 3,8 puntos. En la temporada 2016-17, jugó 32 partidos con 22,1 minutos de media en los que promedió 2,6 rebotes, 1,6 asistencias y 7,5 puntos. En su última temporada como universitario, jugó un total de 29 encuentros con 16,8 minutos de medía en los que  promedió 2, 8 rebotes, 1,1 asistencias y 6,1 puntos. 

### Profesional
Tras no ser drafteado en 2018, en la temporada 2018-19 se incorporó a los South Bay Lakers de la NBA G League, en los que jugaría muy pocos minutos.
En la temporada 2019-20, seguiría vinculado a los South Bay Lakers, hasta que en enero de 2020 firmó por los Tigrillos de Antioquia de la Liga Profesional de Baloncesto de Colombia, en el que disputaría dos partidos promediando 26 minutos por encuentro con 21 puntos, 7 rebotes y 2,5 asistencias.
Al iniciarse la competición en el año 2021, Van Beck siguió en los Tigrillos de Antioquia de la Liga Profesional de Baloncesto de Colombia, con el que disputó un total de 18 partidos, 10 de play off y ocho en la temporada regular, promediando un total de 33,2  minutos con 16,7  puntos por partido, 6,6 rebotes y 2,7 asistencias por encuentro. 
El 21 de octubre de 2021 se hace oficial su fichaje por el Palmer Alma Mediterránea Palma de la Liga LEB Oro. Terminó la temporada 2021/22 promediando 19.5 puntos (máximo anotador de la competición), 42% en triples, 4.6 rebotes y 2 asistencias.
El 22 de julio de 2022, firma por el BC Kalev de la Alexela Korvpalli Meistriliiga de Estonia.
El 3 de julio de 2023, firma por el Niners Chemnitz de la Basketball Bundesliga.
El 5 de julio de 2024 fichó por el Petkim Spor Kulübü de la BSL turca.
El 15 de julio de 2025, firma por el La Laguna Tenerife por dos temporadas con opción a una más.